# Hacia lo salvaje
Hacia lo salvaje es el sexto álbum de estudio del grupo español Amaral. Las canciones se grabaron en el estudio madrileño del dúo con la participación exclusiva de Eva Amaral, Juan Aguirre, Toni Toledo y Chris Taylor. De la producción se han encargado Juan de Dios Martín, Eva Amaral y Juan Aguirre. Las programaciones del disco han sido obra de Antonio Escobar. Las mezclas y la masterización se realizaron en Nueva York por Michael Brauer en Electric Lady y Greg Calbi en Sterling Sound. Es el primer álbum que publican bajo el nuevo sello creado por el dúo, Antártida, aunque su anterior disco, Gato Negro · Dragón Rojo, también se publicó bajo su sello, pero éste aún no tenía nombre. El repertorio se grabó también en formato acústico para publicarlo como material extra
El álbum ha cosechado críticas favorables y consiguió ser disco de oro (30.000 unidades vendidas) en la primera semana que se puso a la venta, colocándose además en el número uno de la lista de ventas española, Promusicae, por cuatro semanas consecutivas. A mediados de noviembre de 2011, el álbum consiguió la certificación de disco de platino (40.000 copias vendidas) y en enero de 2012 se certificó el triple disco de oro (60.000 copias vendidas), además de conseguir un Disco Doble de Plata Europeo concedido por la Asociación Europea de Sellos Independientes (IMPALA). "Hacia lo salvaje" fue elegido el tercer disco español más importante de 2011 por la revista Rolling Stone además de conseguir el "Premio Rolling Stone" a la Mejor canción por "Hacia lo salvaje", que también está considerada por la misma publicación como "una de las canciones más épicas del rock".

## Formatos
El disco se presentó en tres formatos físicos diferentes, además de en descarga digital:
- El disco completo (1 CD) que tendrá acceso a la descarga digital de todos los temas en acústico.
- Edición digibook, que contiene Hacia lo salvaje y todos los temas acústicos en un segundo cedé. También incluye todas las ilustraciones del disco, realizadas por Borja Bonafuente Gonzalo y fotografías del grupo realizadas por Juan Pérez Fajardo.
- Edición en vinilo, que incluye el disco en un vinilo de 180 gramos, el cedé del disco y el acceso a la descarga digital de los temas en acústico.

## Promoción
El primer sencillo del álbum, "Hacia lo salvaje", llegó al número uno de ITunes tan solo un día después de su lanzamiento. El tema causó opiniones dispares, aunque positivas por lo general. El vídeo oficial del tema, dirigido y realizado por Titán Pozo en Guatemala en septiembre de 2011, se estrenó el mismo día de la salída del álbum.
El 12 de diciembre de 2011 anunciaban que "Cuando suba la marea" sería el segundo sencillo, anuncio que venía precedido por la presentación en acústico del tema en el programa "Para todos La 2" de La 2 de Televisión Española el 3 de diciembre de 2011, y el 27 de febrero de 2012 presentaron el videoclip que fue realizado por Lyona y rodado en diferentes localidades de Cataluña a finales de enero de 2012.
El tercer sencillo elegido fue "Hoy es el principio del final" y el videoclip se empezó a rodar en abril de 2012 bajo la dirección de Alberto Van Stokkum en Mongolia, siendo sus paisajes las calles de Ulán Bator y sus alrededores y los protagonistas dos actores mongoles: Khulan Bazarvaani y Tuguldur Batbayar. Lo que han querido expresar con el vídeo ha sido "el preciso momento en el que el mundo se parte en dos mitades y, por tanto, hay ruptura y conflictos internos. Un tira y afloja psicológico entre lo ya vivido, lo conocido (y la ciudad), y el ansia de libertad y lo inexplorado (el bosque)". Finalmente el vídeo se estrenó el 4 de junio de 2012, fecha de lanzamiento del sencillo. La tocaron en directo por primera vez en televisión en el estreno del programa "Buenas noches y Buenafuente" de Antena 3, conducido por el showman catalán Andreu Buenafuente, y Rolling Stone calificó la actuación como "brillante", "sublime" y "espectacular", a pesar de determinar la canción como "uno de los temas más flojos" del disco, destacando el "extraordinario falsete" que ejecutó Eva Amaral.

## Lista de temas[1]
| N.º | Título                          | Escritor(es)             | Duración |  |
| 1.  | «Hacia lo salvaje»              | Eva Amaral, Juan Aguirre | 4:14     |  |
| 2.  | «Antártida»                     | Eva Amaral, Juan Aguirre | 4:16     |  |
| 3.  | «Si las calles pudieran hablar» | Eva Amaral, Juan Aguirre | 3:02     |  |
| 4.  | «Esperando un resplandor»       | Eva Amaral, Juan Aguirre | 3:03     |  |
| 5.  | «Robin Hood»                    | Eva Amaral, Juan Aguirre | 3:07     |  |
| 6.  | «Riazor»                        | Eva Amaral, Juan Aguirre | 4:06     |  |
| 7.  | «Montaña rusa»                  | Eva Amaral, Juan Aguirre | 3:09     |  |
| 8.  | «Olvido»                        | Eva Amaral, Juan Aguirre | 3:11     |  |
| 9.  | «Cuando suba la marea»          | Eva Amaral, Juan Aguirre | 4:25     |  |
| 10. | «Como un martillo en la pared»  | Eva Amaral, Juan Aguirre | 2:58     |  |
| 11. | «Hoy es el principio del final» | Eva Amaral, Juan Aguirre | 4:13     |  |
| 12. | «Van como locos»                | Eva Amaral, Juan Aguirre | 3:32     |  |

## Posiciones en la lista PROMUSICAE
| Posición | 1 | 1 | 1 | 1 | 5 | 5 | 7 | 12 | 13 | 15 | 16 | 16 | 17 | 12 | 13 | 11 | 12 | 21 | 23 | 22 | 21 | 22 | 24 | 23 | 26 | 26 | 34 | 27 | 22 | 30 | 42 | 30 | 42 | 42 |

## Posiciones y certificaciones

### Semanales
| País   | Ranking         | Primera semana | Posición de ingreso | Mejor posición | Semanas en la mejor posición | Semanas en el ranking | Última semana |
| ------ | --------------- | -------------- | ------------------- | -------------- | ---------------------------- | --------------------- | ------------- |
| Europa |                 |                |                     |                |                              |                       |               |
| España | Top 100 álbumes | 1              | 1                   | 1              | 4                            | 16                    | 11            |

### Copias y certificaciones
| País   | Proveedor  | Año  | Certificación        | Copias certificadas (según IFPI) |
| Europa |            |      |                      |                                  |
| Europa | IMPALA     | 2011 | Disco de Oro europeo | 60 000                           |
| España | Promusicae | 2011 | Triple disco de oro  | 60 000                           |